# Kimo
Kimo Orion van den Berg (Amsterdam, 31 oktober 1982), beter bekend als Kimo, is een Nederlandse rapper uit Amsterdam. Hij staat bekend om zijn vele MC-battles, waarmee hij meerdere toernooien won. Tevens is hij bekend als acteur in de film Bolletjes Blues.

## Biografie
In 2002 zette Kimo zijn eerste stappen als rapper binnen de Nederlandse hiphopwereld. Hij kreeg bekendheid met zijn deelname aan de Urban Lifestyle-battles, een toernooi dat op televisie werd uitgezonden door muziekzender The Box. Kimo won elke editie van dit toernooi. In 2004 deed hij mee aan het MC-battle-toernooi 'Spitt 2004' in Amsterdam. Hij versloeg hierin niet alleen de Engelstalige rapper Rowdy (Most Official), maar ook T-Slash. Uiteindelijk versloeg Kimo in de finale rapper DRT en daarmee won hij het toernooi.
Sinds 2004 presenteert Kimo samen met Negativ het programma Puur Negatief op Juize.Fm.

## Discografie

### Albums
- 2005 - Nationale overname (mixtape)

### Overig werk
- 2004 - Vingers in de lucht (vuurwerkcampagne; bijdrage: Kimo - 10 Klapper)
- 2005 - DJ MBA - Straathits 1 (mixtape; bijdrage: Negativ, Kimo & C-Ronic - Damsco)
- 2005 - Bolletjes Blues (verzamelalbum; bijdrage: "Welkom in ons leven", "Party Battle" en "Plein Battle")
- 2006 - Excellent - Ex-Calibur (album; bijdrage aan "The League of Extraordinary MC's")
- 2006 - Nino - Transmigratie (mixtape; bijdrage aan "Get Crunk")
- 2008 - Negativ - Hinderlijk (mixtape; bijdrage: bijdrage aan "Hoeren in de club")